# 陈雪仁
陈雪仁（Sheron Tan，1994年—），马来西亚YouTuber，华裔-原住民混血儿，父亲是柔佛新山华人，母亲是沙巴原住民龙古斯人。陈雪仁是现居新加坡的正职护士，2017－18年曾唱过原创歌曲《I Love Sabah》、改编翻唱歌曲及MV客串演出《Original Sabahan》，能够使用卡达山杜顺语、华语、马来语、英语演唱歌曲，频道以歌唱传播沙巴文化。及饮料知名品牌《蜜雪冰城》主打歌马来西亚三语版由华语、马来语和英语的原唱。
2020年沙巴丰收节，雪仁与四千斤合作《齐庆祝丰收节》，首次以客语演唱歌曲。